# استفان بوژکوف
استفان بوژکوف (بلغاری: Стефан Божилов Стефанов؛ ۲۰ سپتامبر ۱۹۲۳ – ۱ فوریهٔ ۲۰۱۴) بازیکن و مربی فوتبال اهل بلغارستان بود.
از باشگاه‌هایی که در آن بازی کرده‌است می‌توان به باشگاه فوتبال زسکا صوفیه اشاره کرد.
وی همچنین در تیم ملی فوتبال بلغارستان بازی کرده‌است.
وی در مسابقات کشوری و بین‌المللی در مجموع برندهٔ ۱ مدال نقره، ۱ مدال برنز شده‌است.